# Club Brugge Koninklijke Voetbalvereniging 2007-2008
Questa pagina raccoglie i dati riguardanti il Club Brugge Koninklijke Voetbalvereniging nelle competizioni ufficiali della stagione 2007-2008.

## Rosa
| N. |                      | Ruolo | Calciatore        |
| -- | -------------------- | ----- | ----------------- |
| 1  | Belgio (bandiera)    | P     | Stijn Stijnen     |
| 3  | Belgio (bandiera)    | C     | Sven Vermant      |
| 4  | Belgio (bandiera)    | D     | Joos Valgaeren    |
| 5  | Canada (bandiera)    | D     | Michael Klukowski |
| 6  | Belgio (bandiera)    | D     | Philippe Clement  |
| 7  | Belgio (bandiera)    | C     | Koen Daerden      |
| 8  | Belgio (bandiera)    | C     | Gaëtan Englebert  |
| 9  | Serbia (bandiera)    | A     | Dušan Đokić       |
| 10 | Belgio (bandiera)    | A     | Wesley Sonck      |
| 11 | Belgio (bandiera)    | C     | Jonathan Blondel  |
| 13 | Belgio (bandiera)    | P     | Glenn Verbauwhede |
| 14 | Belgio (bandiera)    | D     | Jeroen Simaeys    |
| 15 | Rep. Ceca (bandiera) | D     | Štěpán Kučera     |
| 16 | Sudafrica (bandiera) | C     | Elrio van Heerden |

| N. |                      | Ruolo | Calciatore                |
| -- | -------------------- | ----- | ------------------------- |
| 18 | Croazia (bandiera)   | C     | Ivan Leko                 |
| 19 | Perù (bandiera)      | A     | Daniel Chávez             |
| 20 | Belgio (bandiera)    | P     | Yves Lenaerts             |
| 21 | Belgio (bandiera)    | D     | Jorn Vermeulen            |
| 22 | Belgio (bandiera)    | C     | Karel Geraerts            |
| 23 | Belgio (bandiera)    | A     | François Sterchele        |
| 24 | Danimarca (bandiera) | D     | Brian Priske              |
| 25 | Belgio (bandiera)    | A     | Salou Ibrahim             |
| 26 | Belgio (bandiera)    | D     | Birger Maertens           |
| 28 | Belgio (bandiera)    | A     | Brecht Capon              |
| 29 | Belgio (bandiera)    | D     | Gertjan De Mets           |
| 30 | Paraguay (bandiera)  | D     | Antolín Alcaraz           |
| 32 | Belgio (bandiera)    | D     | Alexandre Jansen Da Silva |
|    | Belgio (bandiera)    | A     | Roy Meeus                 |

### Staff tecnico
| Allenatore:               | Jacky Mathijssen |
| Vice allenatore:          | Peter Balette    |
| Vice allenatore:          | Jan Van Winckel  |
| Preparatore dei portieri: | Dany Verlinden   |

## Calciomercato

### Sessione estiva
| Acquisti | Acquisti           | Acquisti            | Acquisti |
| R.       | Nome               | da                  | Modalità |
| -------- | ------------------ | ------------------- | -------- |
| D        | Jeroen Simaeys     | Sint-Truiden        |          |
| D        | Antolín Alcaraz    | Beira-Mar           |          |
| D        | Štěpán Kučera      | Sparta Praga        |          |
| A        | Dušan Đokić        | Stella Rossa        |          |
| C        | Karel Geraerts     | Standard Liegi      |          |
| A        | François Sterchele | Germinal Beerschot  |          |
| A        | Wesley Sonck       | Borussia M'gladbach |          |

| Cessioni | Cessioni                | Cessioni           | Cessioni |
| R.       | Nome                    | a                  | Modalità |
| -------- | ----------------------- | ------------------ | -------- |
| D        | Benjamin Lutun          | Roeselare          |          |
| D        | Ivan Gvozdenović        | Dinamo Bucarest    |          |
| A        | Manasseh Ishiaku        | Duisburg           |          |
| D        | Timothy Dreesen         | Sint-Truiden       | prestito |
| D        | Jason Vandelannoite     | Bursaspor          |          |
| C        | Kevin Roelandts         | Zulte Waregem      |          |
| A        | Boško Balaban           | Dinamo Zagabria    |          |
| A        | Jeanvion Yulu-Matondo   | Roda JC            |          |
| C        | Mustapha Elhadji Diallo | Racing Ferrol      |          |
| D        | Timothy Dreesen         | Fortuna Düsseldorf | prestito |
| C        | Grégory Dufer           | Standard Liegi     |          |

## Risultati

### Supercoppa
| Arbitro: | Verbist |

|                                    |           |           |
| Boussoufa 4’ Mpenza 37’ Hassan 87’ | Marcatori | 48’ Đokić |

### Coppa UEFA

#### Primo turno
| Arbitro: | Jára |

|  |           |               |
|  | Marcatori | 84’ Sterchele |

| Arbitro: | Dereli |

|             |           |                         |
| Clement 77’ | Marcatori | 15’ Helstad 40’ Winters |